# Береговая (Тульская область)
Береговая — деревня в Белёвском районе Тульской области России. Население - 72 человека (2021).
В рамках административно-территориального устройства входит в Жуковский сельский округ Белёвского района, в рамках организации местного самоуправления включается в сельское поселение Левобережное.

## География
Расположена на реке Ока, в 101 км к юго-западу от Тулы и в 6 км к северо-востоку от райцентра, города Белёва.

## История
Год основания деревни неизвестен. Имеется упоминание о ней в «Списке приходов и церквей Тульской епархии: извлечение из церковно-приходских летописей. 1895 год», как относящаяся к церковному приходу села Дураково.

## Население
| 2002 | 2010 |
| ---- | ---- |
| 98   | ↘74  |

## Достопримечательности
- Мост через реку Ока